# Ismoil Jalilov
 (novembre 2023).
Ismoil To'laganovich Jalilov (né le 29 janvier 1948 à Tachkent) est un chanteur d'opéra ouzbek-soviétique. Il a été honoré du titre d'Artiste honoré de la RSS d'Ouzbékistan (1982) et d'Artiste du peuple d'Ouzbékistan (1999). Le répertoire de Jalilov était vaste et comprenait principalement des pièces issues des grands classiques mondiaux. Il était professeur honoraire de l'Académie de musique italienne Concordia-Roma et du Conservatoire d'État d'Ouzbékistan, et il était également directeur de l'Orchestre symphonique national d'Ouzbékistan.

## Vie
Ismoil Jalilov est né dans une famille ouvrière. Enfant, il a fréquenté un internat axé sur le russe et la littérature. Il a commencé à chanter dans un club vocal au Kirovsky Club et est rapidement devenu soliste. En 1976, Jalilov a été admis au Conservatoire de Moscou et a étudié dans la classe du professeur Surab Sotkilava (Artiste du peuple de l'URSS). Lors de son audition à l'Académie russe d'État du Théâtre Bolchoï, Jalilov a chanté l'aria de Rodolfo de l'opéra La bohème de Giacomo Puccini. Entre 1979 et 1981, il s'est produit au Théâtre Bolchoï de l'URSS (Moscou),.
Ismoil Jalilov a participé à un concours vocal international à Rio de Janeiro où il a remporté la première place et a reçu la médaille d'or Villa-Lobos (1979). Il a également obtenu le titre de deuxième place lors du concours pan-union des chanteurs en l'honneur de Glinka en 1977 à Tachkent.
À partir de 1981, il était soliste au Théâtre Navoi. Depuis 1998, il était directeur artistique de l'Orchestre symphonique national d'Ouzbékistan. En 2003, il a terminé ses études de troisième cycle au Conservatoire d'État d'Ouzbékistan et a enseigné en tant que professeur de chant académique et d'opéra.
Quatre des étudiants de Jalilov sont lauréats du prix d'État «Nikhol» établi par le président de l'Ouzbékistan, trois sont solistes du Théâtre Bolchoï : Alisher Navoï, Angelina Ahmedova, une boursière du programme Atkins au Théâtre Mariinsky, Barno Ismatullayeva, finaliste du Concours mondial de chant de la BBC Cardiff et depuis 2016 soliste au Théâtre de musique Stanislavski et Nemirovich-Danchenko à Moscou,.